# Copa Colombia 2015
Die Copa Colombia 2015, nach einem Sponsor auch Copa Águila genannt, ist eine Austragung des kolumbianischen Pokalwettbewerbs im Fußball der Herren, die am 18. Februar 2015 begann. Am Pokalwettbewerb nehmen alle Mannschaften der Categoría Primera A und der Categoría Primera B teil. Vorjahressieger ist Deportes Tolima. Junior konnte sich im Finale gegen Independiente Santa Fe durchsetzen und gewann seinen ersten Titel.

## Modus
Die Mannschaften wurden nach zum Teil regionalen Kriterien auf acht Gruppen mit jeweils vier Mannschaften verteilt, in denen alle Mannschaften in Hin- und Rückspielen gegeneinander spielen. Für das Achtelfinale qualifizieren sich alle Gruppensieger sowie die vier besten Gruppenzweiten. Zudem sind die besten vier Mannschaften der Meisterschaft des Vorjahrs direkt für das Achtelfinale qualifiziert. Ab dem Achtelfinale wird im K.-o.-System mit Hin- und Rückspielen gespielt.
In diesem Jahr sind Independiente Santa Fe, Atlético Nacional, Once Caldas und Águilas Doradas direkt für das Achtelfinale qualifiziert.

## Teilnehmer
Die folgenden Vereine nehmen an der Copa Colombia 2015 teil.
| Categoría Primera A    | Categoría Primera B   |
| ---------------------- | --------------------- |
| Águilas Doradas        | América de Cali       |
| Alianza Petrolera      | Atlético Bucaramanga  |
| Atlético Huila         | Barranquilla FC       |
| Atlético Nacional      | Bogotá FC             |
| Boyacá Chicó           | Dépor FC              |
| Cortuluá               | Deportes Quindío      |
| Cúcuta Deportivo       | Deportivo Pereira     |
| Deportes Tolima        | Expreso Rojo          |
| Deportivo Cali         | Fortaleza FC          |
| Deportivo Pasto        | Leones FC             |
| Envigado FC            | Llaneros FC           |
| Independiente Medellín | Real Cartagena        |
| Jaguares de Córdoba    | Real Santander        |
| Junior                 | Unión Magdalena       |
| La Equidad             | Universitario Popayán |
| Millonarios            | Valledupar FC         |
| Once Caldas            |                       |
| Patriotas              |                       |
| Independiente Santa Fe |                       |
| Uniautónoma FC         |                       |

## Gruppenphase

### Gruppe A
| Pl. | Verein          | Sp. | S | U | N | Tore    | Diff. | Punkte |
| --- | --------------- | --- | - | - | - | ------- | ----- | ------ |
| 1.  | Junior          | 6   | 2 | 3 | 1 | 009:700 | +2    | 09     |
| 2.  | Real Cartagena  | 6   | 2 | 3 | 1 | 008:600 | +2    | 09     |
| 3.  | Barranquilla FC | 6   | 1 | 5 | 0 | 010:900 | +1    | 08     |
| 4.  | Uniautónoma FC  | 6   | 0 | 3 | 3 | 004:900 | −5    | 03     |

| 18. Februar 2015 |     |                                                                          |
| Barranquilla FC  | 2:1 | Uniautónoma FC \|\| Estadio Metropolitano Roberto Meléndez, Barranquilla |
| Junior           | 2:1 | Real Cartagena \|\| Estadio Metropolitano Roberto Meléndez               |
| 4. März 2015     |     |                                                                          |
| Junior           | 2:2 | Barranquilla FC \|\| Estadio Metropolitano Roberto Meléndez              |
| Real Cartagena   | 1:1 | Uniautónoma FC \|\| Estadio Jaime Morón León, Cartagena                  |
| 18. März 2015    |     |                                                                          |
| Uniautónoma FC   | 0:2 | Real Cartagena \|\| Estadio Metropolitano Roberto Meléndez               |
| 19. März 2015    |     |                                                                          |
| Barranquilla FC  | 2:2 | Junior \|\| Estadio Metropolitano Roberto Meléndez                       |
| 15. April 2015   |     |                                                                          |
| Uniautónoma FC   | 0:2 | Junior \|\| Estadio Metropolitano Roberto Meléndez                       |
| 16. April 2015   |     |                                                                          |
| Real Cartagena   | 1:1 | Barranquilla FC \|\| Estadio Jaime Morón León                            |
| 29. April 2015   |     |                                                                          |
| Barranquilla FC  | 2:2 | Real Cartagena \|\| Estadio Metropolitano Roberto Meléndez               |
| Junior           | 1:1 | Uniautónoma FC \|\| Estadio Metropolitano Roberto Meléndez               |
| 6. Mai 2015      |     |                                                                          |
| Uniautónoma FC   | 1:1 | Barranquilla FC \|\| Estadio Metropolitano Roberto Meléndez              |
| 7. Mai 2015      |     |                                                                          |
| Real Cartagena   | 1:0 | Junior \|\| Estadio Municipal de Carmen de Bolívar, Carmen de Bolívar    |

### Gruppe B
| Pl. | Verein                 | Sp. | S | U | N | Tore    | Diff. | Punkte |
| --- | ---------------------- | --- | - | - | - | ------- | ----- | ------ |
| 1.  | Independiente Medellín | 6   | 2 | 3 | 1 | 006:400 | +2    | 09     |
| 2.  | Envigado FC            | 6   | 2 | 3 | 1 | 006:500 | +1    | 09     |
| 3.  | Jaguares de Córdoba    | 6   | 2 | 1 | 3 | 004:600 | −2    | 07     |
| 4.  | Leones FC              | 6   | 1 | 3 | 2 | 006:700 | −1    | 06     |

| 18. Februar 2015       |     |                                                                 |
| Jaguares de Córdoba    | 0:1 | Envigado FC \|\| Estadio Municipal de Montería, Montería        |
| Independiente Medellín | 1:1 | Leones FC \|\| Estadio Atanasio Girardot, Medellín              |
| 4. März 2015           |     |                                                                 |
| Leones FC              | 2:3 | Jaguares de Córdoba \|\| Estadio John Jairo Tréllez, Turbo      |
| Envigado FC            | 1:1 | Independiente Medellín \|\| Estadio Polideportivo Sur, Envigado |
| 18. März 2015          |     |                                                                 |
| Leones FC              | 1:1 | Envigado FC \|\| Estadio John Jairo Tréllez                     |
| Independiente Medellín | 2:0 | Jaguares de Córdoba \|\| Estadio Atanasio Girardot              |
| 15. April 2015         |     |                                                                 |
| Envigado FC            | 1:1 | Leones FC \|\| Estadio Polideportivo Sur                        |
| Jaguares de Córdoba    | 0:0 | Independiente Medellín \|\| Estadio Municipal de Montería       |
| 29. April 2015         |     |                                                                 |
| Jaguares de Córdoba    | 0:1 | Leones FC \|\| Estadio Municipal de Montería                    |
| Independiente Medellín | 1:2 | Envigado FC \|\| Estadio Atanasio Girardot                      |
| 6. Mai 2015            |     |                                                                 |
| Leones FC              | 0:1 | Independiente Medellín \|\| Estadio John Jairo Tréllez          |
| Envigado FC            | 0:1 | Jaguares de Córdoba \|\| Estadio Polideportivo Sur              |

### Gruppe C
| Pl. | Verein               | Sp. | S | U | N | Tore    | Diff. | Punkte |
| --- | -------------------- | --- | - | - | - | ------- | ----- | ------ |
| 1.  | Atlético Bucaramanga | 6   | 4 | 2 | 0 | 014:500 | +9    | 14     |
| 2.  | Real Santander       | 6   | 2 | 2 | 2 | 008:900 | −1    | 08     |
| 3.  | Cúcuta Deportivo     | 6   | 2 | 1 | 3 | 007:800 | −1    | 07     |
| 4.  | Alianza Petrolera    | 6   | 1 | 1 | 4 | 004:110 | −7    | 04     |

| 18. Februar 2015     |     |                                                                    |
| Real Santander       | 1:5 | Cúcuta Deportivo \|\| Estadio Álvaro Gómez Hurtado, Floridablanca  |
| Alianza Petrolera    | 0:5 | Atlético Bucaramanga \|\| Estadio Álvaro Gómez Hurtado             |
| 4. März 2015         |     |                                                                    |
| Cúcuta Deportivo     | 0:0 | Alianza Petrolera \|\| Estadio General Santander, Cúcuta           |
| 5. März 2015         |     |                                                                    |
| Atlético Bucaramanga | 1:1 | Real Santander \|\| Estadio Alfonso López, Bucaramanga             |
| 18. März 2015        |     |                                                                    |
| Real Santander       | 2:1 | Alianza Petrolera \|\| Estadio Álvaro Gómez Hurtado                |
| 19. März 2015        |     |                                                                    |
| Cúcuta Deportivo     | 1:2 | Atlético Bucaramanga \|\| Estadio General Santander                |
| 16. April 2015       |     |                                                                    |
| Atlético Bucaramanga | 2:0 | Cúcuta Deportivo \|\| Estadio Alfonso López                        |
| 22. April 2015       |     |                                                                    |
| Alianza Petrolera    | 1:0 | Real Santander \|\| Estadio Álvaro Gómez Hurtado                   |
| 29. April 2015       |     |                                                                    |
| Alianza Petrolera    | 0:1 | Cúcuta Deportivo \|\| Estadio Daniel Villa Zapata, Barrancabermeja |
| 30. April 2015       |     |                                                                    |
| Real Santander       | 1:1 | Atlético Bucaramanga \|\| Estadio Álvaro Gómez Hurtado             |
| 6. Mai 2015          |     |                                                                    |
| Cúcuta Deportivo     | 0:3 | Real Santander \|\| Estadio General Santander                      |
| 7. Mai 2015          |     |                                                                    |
| Atlético Bucaramanga | 3:2 | Alianza Petrolera \|\| Estadio Alfonso López                       |

### Gruppe D
| Pl. | Verein                | Sp. | S | U | N | Tore    | Diff. | Punkte |
| --- | --------------------- | --- | - | - | - | ------- | ----- | ------ |
| 1.  | Deportivo Pasto       | 6   | 3 | 2 | 1 | 007:300 | +4    | 11     |
| 2.  | Unión Magdalena       | 6   | 2 | 3 | 1 | 003:300 | ±0    | 09     |
| 3.  | Universitario Popayán | 6   | 1 | 3 | 2 | 004:600 | −2    | 06     |
| 4.  | Valledupar FC         | 6   | 0 | 4 | 2 | 004:600 | −2    | 04     |

| 18. Februar 2015      |     |                                                                  |
| Universitario Popayán | 1:1 | Valledupar FC \|\| Estadio Ciro López, Popayán                   |
| Unión Magdalena       | 0:0 | Deportivo Pasto \|\| Estadio Municipal de Ciénaga, Ciénaga       |
| 4. März 2015          |     |                                                                  |
| Deportivo Pasto       | 2:0 | Universitario Popayán \|\| Estadio Departamental Libertad, Pasto |
| 5. März 2015          |     |                                                                  |
| Valledupar FC         | 0:0 | Unión Magdalena \|\| Estadio Erasmo Camacho Calamar, Valledupar  |
| 18. März 2015         |     |                                                                  |
| Universitario Popayán | 2:1 | Deportivo Pasto \|\| Estadio Ciro López                          |
| Unión Magdalena       | 2:1 | Valledupar FC \|\| Estadio Municipal de Ciénaga                  |
| 15. April 2015        |     |                                                                  |
| Valledupar FC         | 1:1 | Deportivo Pasto \|\| Estadio Erasmo Camacho Calamar              |
| Universitario Popayán | 0:0 | Unión Magdalena \|\| Estadio Ciro López                          |
| 29. April 2015        |     |                                                                  |
| Deportivo Pasto       | 1:0 | Valledupar FC \|\| Estadio Departamental Libertad                |
| 30. April 2015        |     |                                                                  |
| Unión Magdalena       | 1:0 | Universitario Popayán \|\| Estadio Municipal de Ciénaga          |
| 6. Mai 2015           |     |                                                                  |
| Deportivo Pasto       | 2:0 | Unión Magdalena \|\| Estadio Departamental Libertad              |
| Valledupar FC         | 1:1 | Universitario Popayán \|\| Estadio Erasmo Camacho Calamar        |

### Gruppe E
| Pl. | Verein          | Sp. | S | U | N | Tore    | Diff. | Punkte |
| --- | --------------- | --- | - | - | - | ------- | ----- | ------ |
| 1.  | Cortuluá        | 6   | 4 | 0 | 2 | 012:120 | ±0    | 12     |
| 2.  | Deportivo Cali  | 6   | 3 | 1 | 2 | 015:110 | +4    | 10     |
| 3.  | América de Cali | 6   | 3 | 1 | 2 | 011:100 | +1    | 10     |
| 4.  | Dépor FC        | 6   | 1 | 0 | 5 | 011:160 | −5    | 03     |

| 18. Februar 2015 |     |                                                            |
| Cortuluá         | 3:2 | Deportivo Cali \|\| Estadio Doce de Octubre, Tuluá         |
| 19. Februar 2015 |     |                                                            |
| América          | 2:1 | Dépor FC \|\| Estadio Hernando Azcárate Martínez, Buga     |
| 5. März 2015     |     |                                                            |
| Dépor FC         | 1:2 | Cortuluá \|\| Estadio Cacique de Jamundí, Jamundí          |
| Deportivo Cali   | 2:0 | América \|\| Estadio Deportivo Cali, Palmira               |
| 18. März 2015    |     |                                                            |
| América          | 3:1 | Cortuluá \|\| Estadio Hernando Azcárate Martínez           |
| 19. März 2015    |     |                                                            |
| Dépor FC         | 4:3 | Deportivo Cali \|\| Estadio Cacique de Jamundí             |
| 15. April 2015   |     |                                                            |
| Deportivo Cali   | 3:1 | Dépor FC \|\| Estadio Deportivo Cali                       |
| 16. April 2015   |     |                                                            |
| Cortuluá         | 2:1 | América \|\| Estadio Doce de Octubre                       |
| 29. April 2015   |     |                                                            |
| Cortuluá         | 4:3 | Dépor FC \|\| Estadio Doce de Octubre                      |
| 30. April 2015   |     |                                                            |
| América          | 3:3 | Deportivo Cali \|\| Estadio Metropolitano de Techo, Bogotá |
| 7. Mai 2015      |     |                                                            |
| Dépor FC         | 1:2 | América \|\| Estadio Cacique de Jamundí                    |
| Deportivo Cali   | 2:0 | Cortuluá \|\| Estadio Deportivo Cali                       |

### Gruppe F
| Pl. | Verein       | Sp. | S | U | N | Tore    | Diff. | Punkte |
| --- | ------------ | --- | - | - | - | ------- | ----- | ------ |
| 1.  | Boyacá Chicó | 6   | 4 | 1 | 1 | 007:400 | +3    | 13     |
| 2.  | Patriotas    | 6   | 3 | 1 | 2 | 006:400 | +2    | 10     |
| 3.  | Llaneros FC  | 6   | 1 | 3 | 2 | 003:400 | −1    | 06     |
| 4.  | Fortaleza FC | 6   | 1 | 1 | 4 | 004:800 | −4    | 04     |

| 18. Februar 2015 |     |                                                               |
| Patriotas        | 1:0 | Llaneros FC \|\| Estadio La Independencia, Tunja              |
| Fortaleza FC     | 1:2 | Boyacá Chicó \|\| Estadio Municipal Los Zipas, Zipaquirá      |
| 4. März 2015     |     |                                                               |
| Llaneros FC      | 2:1 | Fortaleza FC \|\| Estadio Manuel Calle Lombana, Villavicencio |
| Boyacá Chicó     | 1:0 | Patriotas \|\| Estadio La Independencia                       |
| 18. März 2015    |     |                                                               |
| Llaneros FC      | 1:1 | Boyacá Chicó \|\| Estadio Manuel Calle Lombana                |
| 19. März 2015    |     |                                                               |
| Patriotas        | 1:2 | Fortaleza FC \|\| Estadio La Independencia                    |
| 16. April 2015   |     |                                                               |
| Fortaleza FC     | 0:0 | Llaneros FC \|\| Estadio Municipal Los Zipas                  |
| Patriotas        | 2:1 | Boyacá Chicó \|\| Estadio La Independencia                    |
| 29. April 2015   |     |                                                               |
| Boyacá Chicó     | 1:0 | Llaneros FC \|\| Estadio La Independencia                     |
| Fortaleza FC     | 0:2 | Patriotas \|\| Estadio Municipal Los Zipas                    |
| 6. Mai 2015      |     |                                                               |
| Llaneros FC      | 0:0 | Patriotas \|\| Estadio Manuel Calle Lombana                   |
| Boyacá Chicó     | 1:0 | Fortaleza FC \|\| Estadio La Independencia                    |

### Gruppe G
| Pl. | Verein       | Sp. | S | U | N | Tore    | Diff. | Punkte |
| --- | ------------ | --- | - | - | - | ------- | ----- | ------ |
| 1.  | La Equidad   | 6   | 2 | 3 | 1 | 007:500 | +2    | 09     |
| 2.  | Millonarios  | 6   | 2 | 2 | 2 | 007:700 | ±0    | 08     |
| 3.  | Expreso Rojo | 6   | 2 | 2 | 2 | 007:800 | −1    | 08     |
| 4.  | Bogotá FC    | 6   | 1 | 3 | 2 | 007:800 | −1    | 06     |

| 18. Februar 2015 |     |                                                          |
| Millonarios      | 1:3 | La Equidad \|\| Estadio Nemesio Camacho, Bogotá          |
| 19. Februar 2015 |     |                                                          |
| Bogotá FC        | 2:0 | Expreso Rojo \|\| Estadio Metropolitano de Techo, Bogotá |
| 4. März 2015     |     |                                                          |
| La Equidad       | 1:1 | Bogotá FC \|\| Estadio Metropolitano de Techo            |
| Expreso Rojo     | 2:1 | Millonarios \|\| Estadio Municipal Los Zipas, Zipaquirá  |
| 18. März 2015    |     |                                                          |
| La Equidad       | 1:2 | Expreso Rojo \|\| Estadio Metropolitano de Techo         |
| 19. März 2015    |     |                                                          |
| Millonarios      | 2:1 | Bogotá FC \|\| Estadio Nemesio Camacho                   |
| 1. April 2015    |     |                                                          |
| Expreso Rojo     | 0:1 | La Equidad \|\| Estadio Municipal Los Zipas              |
| 23. April 2015   |     |                                                          |
| Bogotá FC        | 0:2 | Millonarios \|\| Estadio Metropolitano de Techo          |
| 30. April 2015   |     |                                                          |
| Millonarios      | 1:1 | Expreso Rojo \|\| Estadio Nemesio Camacho                |
| 6. Mai 2015      |     |                                                          |
| La Equidad       | 0:0 | Millonarios \|\| Estadio Metropolitano de Techo          |
| Expreso Rojo     | 2:2 | Bogotá FC \|\| Estadio Municipal Los Zipas               |
| 13. Mai 2015     |     |                                                          |
| Bogotá FC        | 1:1 | La Equidad \|\| Estadio Metropolitano de Techo           |

### Gruppe H
| Pl. | Verein            | Sp. | S | U | N | Tore    | Diff. | Punkte |
| --- | ----------------- | --- | - | - | - | ------- | ----- | ------ |
| 1.  | Deportes Tolima   | 6   | 2 | 3 | 1 | 010:700 | +3    | 09     |
| 2.  | Deportes Quindío  | 6   | 2 | 3 | 1 | 007:800 | −1    | 09     |
| 3.  | Atlético Huila    | 6   | 2 | 2 | 2 | 013:110 | +2    | 08     |
| 4.  | Deportivo Pereira | 6   | 1 | 2 | 3 | 004:800 | −4    | 05     |

| 18. Februar 2015  |     |                                                                |
| Deportes Tolima   | 2:0 | Deportivo Pereira \|\| Estadio Manuel Murillo Toro, Ibagué     |
| 19. Februar 2015  |     |                                                                |
| Deportes Quindío  | 0:3 | Atlético Huila \|\| Estadio Centenario, Armenia                |
| 4. März 2015      |     |                                                                |
| Deportivo Pereira | 0:0 | Deportes Quindío \|\| Estadio Hernán Ramírez Villegas, Pereira |
| Atlético Huila    | 0:2 | Deportes Tolima \|\| Estadio Guillermo Plazas Alcid, Neiva     |
| 18. März 2015     |     |                                                                |
| Deportivo Pereira | 2:1 | Atlético Huila \|\| Estadio Hernán Ramírez Villegas            |
| 19. März 2015     |     |                                                                |
| Deportes Quindío  | 2:1 | Deportes Tolima \|\| Estadio Centenario                        |
| 15. April 2015    |     |                                                                |
| Deportes Tolima   | 1:1 | Deportes Quindío \|\| Estadio Gonzalo Escobar, Cajamarca       |
| Atlético Huila    | 3:1 | Deportivo Pereira \|\| Estadio Guillermo Plazas Alcid          |
| 29. April 2015    |     |                                                                |
| Atlético Huila    | 3:3 | Deportes Quindío \|\| Estadio Guillermo Plazas Alcid           |
| Deportivo Pereira | 1:1 | Deportes Tolima \|\| Estadio Hernán Ramírez Villegas           |
| 7. Mai 2015       |     |                                                                |
| Deportes Quindío  | 1:0 | Deportivo Pereira \|\| Estadio Centenario                      |
| Deportes Tolima   | 3:3 | Atlético Huila \|\| Estadio Gonzalo Escobar                    |

### Rangliste der Gruppenzweiten
Die besten vier Gruppenzweiten qualifizieren sich für das Achtelfinale.
| Pl. | Verein           | Sp. | S | U | N | Tore    | Diff. | Punkte |
| --- | ---------------- | --- | - | - | - | ------- | ----- | ------ |
| 1.  | Deportivo Cali   | 6   | 3 | 1 | 2 | 015:110 | +4    | 10     |
| 2.  | Patriotas        | 6   | 3 | 1 | 2 | 006:400 | +2    | 10     |
| 3.  | Real Cartagena   | 6   | 2 | 3 | 1 | 008:600 | +2    | 09     |
| 4.  | Envigado FC      | 6   | 2 | 3 | 1 | 006:500 | +1    | 09     |
| 5.  | Unión Magdalena  | 6   | 2 | 3 | 1 | 003:300 | ±0    | 09     |
| 6.  | Deportes Quindío | 6   | 2 | 3 | 1 | 007:800 | −1    | 09     |
| 7.  | Millonarios      | 6   | 2 | 2 | 2 | 007:700 | ±0    | 08     |
| 8.  | Real Santander   | 6   | 2 | 2 | 2 | 008:900 | −1    | 08     |

## K.O.-Phase

### Achtelfinale
Die Spiele des Achtelfinales wurden zwischen dem 15. und 29. Juli 2015 ausgetragen.
|                        | Gesamt |                        | Hinspiel | Rückspiel |
| ---------------------- | ------ | ---------------------- | -------- | --------- |
| Patriotas              | 1:4    | Deportes Tolima        | 1:2      | 0:2       |
| Águilas Doradas        | 0:2    | Cortuluá               | 0:1      | 0:1       |
| Envigado FC            | 2:4    | Independiente Medellín | 1:2      | 1:2       |
| Real Cartagena         | 2:5    | Deportivo Pasto        | 1:1      | 1:4       |
| Deportivo Cali         | 4:1    | Boyacá Chicó           | 2:0      | 2:1       |
| Atlético Nacional      | 1:2    | Junior                 | 1:0      | 0:2       |
| Once Caldas            | 3:1    | Atlético Bucaramanga   | 1:0      | 2:1       |
| Independiente Santa Fe | 2:0    | La Equidad             | 1:0      | 1:0       |

### Viertelfinale
Die Spiele des Viertelfinales wurden zwischen dem 5. August und 2. September 2015 ausgetragen.
|                        | Gesamt          |                 | Hinspiel | Rückspiel |
| ---------------------- | --------------- | --------------- | -------- | --------- |
| Junior                 | 3:2             | Deportes Tolima | 2:1      | 1:1       |
| Independiente Santa Fe | 3:0             | Cortuluá        | 3:0      | 0:0       |
| Independiente Medellín | 2:0             | Deportivo Cali  | 2:0      | 0:0       |
| Deportivo Pasto        | 2:2 (2:3 i. E.) | Once Caldas     | 2:2      | 0:0       |

### Halbfinale
Die Spiele des Halbfinales wurden zwischen dem 16. September und dem 15. Oktober 2015 ausgetragen.
|             | Gesamt          |                        | Hinspiel | Rückspiel |
| ----------- | --------------- | ---------------------- | -------- | --------- |
| Junior      | 3:3 (5:4 i. E.) | Independiente Medellín | 2:1      | 1:2       |
| Once Caldas | 2:3             | Independiente Santa Fe | 1:0      | 1:3       |

### Finale
Das Hinspiel fand am 11. November 2015 statt. Junior konnte sich mit einem 2:0-Sieg im eigenen Stadion eine gute Ausgangsposition für das Rückspiel verschaffen. Das Rückspiel am 19. November gewann zwar Santa Fe, konnte aber das Ergebnis des Hinspiels nicht aufholen.
|        | Gesamt |                        | Hinspiel | Rückspiel |
| ------ | ------ | ---------------------- | -------- | --------- |
| Junior | 2:1    | Independiente Santa Fe | 2:0      | 0:1       |

#### Hinspiel
| Paarung                | Junior – Independiente Santa Fe |
| Ergebnis               | 2:0 (1:0) |
| Datum                  | 11. November 2015 um 19:30 Uhr (UTC-5) |
| Stadion                | Estadio Metropolitano Roberto Meléndez, Barranquilla |
| Zuschauer              | 22.258 |
| Schiedsrichter         | Ímer Machado |
| Tore                   | 1:0 Juan David Pérez (24.) 2:0 Jorge Aguirre (76.) |
| Junior                 | Sebastián Viera, Iván Vélez, Andrés Correa, William Tesillo, Juan Domínguez, Gustavo Cuéllar, Guillermo Celis, Vladimir Hernández (82. Luis Narváez), Jarlan Barrera (67. Jorge Aguirre), Édison Toloza, Juan David Pérez (73. Yessi Mena) Cheftrainer: Alexis Mendoza |
| Independiente Santa Fe | Róbinson Zapata, Yulián Anchico, Yair Arrechea, Yerry Mina, Leyvin Balanta, Yeison Gordillo, Juan Daniel Roa, Sebastián Salazar (81. Almir Soto), Darío Rodríguez (75. Ómar Pérez), Wilson Morelo, Jhon Miranda (67. Miguel Borja) Cheftrainer: Gerardo Pelusso        |
| Gelbe Karten           | Juan David Pérez – Yulián Anchico, Sebastián Salazar, Yeison Gordillo |

#### Rückspiel
| Paarung                | Independiente Santa Fe – Junior |
| Ergebnis               | 1:0 (1:0) |
| Datum                  | 19. November 2015 um 19:30 Uhr (UTC-5) |
| Stadion                | Estadio Nemesio Camacho, Bogotá |
| Zuschauer              | 36.000 |
| Schiedsrichter         | Adrián Vélez |
| Tore                   | 1:0 Luis Manuel Seijas (2.) |
| Independiente Santa Fe | Róbinson Zapata, Yulián Anchico (46. Ómar Pérez), Yerry Mina, Francisco Meza, Leyvin Balanta, Juan Daniel Roa (79. Baldomero Perlaza), Yeison Gordillo, Sebastián Salazar, Luis Manuel Seijas, Daniel Angulo (62. Yair Arboleda), Wilson Morelo Cheftrainer: Gerardo Pelusso |
| Junior                 | Sebastián Viera, Iván Vélez, Andrés Correa, William Tesillo, Juan Domínguez, Luis Narváez, Guillermo Celis, Gustavo Cuéllar, Vladimir Hernández, Juan David Pérez (72. Jorge Aguirre), Édison Toloza (46. Roberto Ovelar) Cheftrainer: Alexis Mendoza                        |
| Gelbe Karten           | Yulián Anchico – Gustavo Cuellar, Jorge Aguirre, Sebastián Viera |
| Platzverweise          | keine – William Tesillo |

## Torschützenliste
Bei gleicher Anzahl von Treffern sind die Spieler alphabetisch geordnet.
| Pl.   | Spieler                  | Mannschaft            | Tore |
| ----- | ------------------------ | --------------------- | ---- |
| 1.    | Carlos Ibargüen          | Cortuluá              | 5    |
| 2.    | Feiver Mercado           | Universitario Popayán | 4    |
| 2.    | Antony Otero             | Expreso Rojo          | 4    |
| 2.    | Jesús Rodríguez Escorcia | Barranquilla FC       | 4    |
| [ 6 ] |                          |                       |      |